# Palmas-d'Aveyron
Palmas-d'Aveyron é uma comuna francesa na região administrativa da Occitânia, no departamento de Aveyron. Estende-se por uma área de 43,58 km². Em 2010 a comuna tinha 1 661 habitantes (densidade: 38,1 hab./km²).
A municipalidade foi estabelecida em 1 de janeiro de 2016 e consiste na fusão das antigas comunas de Palmas, Coussergues e Cruéjouls.